# São Paulo Expo

São Paulo Expo (anteriormente conhecido como Centro de Exposições Imigrantes e Recinto de Exposições da Água Funda) é um pavilhão de exposições localizado no distrito do Jabaquara, zona sul da cidade de São Paulo. 
Está situado à margem da Rodovia dos Imigrantes, ao lado do Parque do Estado, do Jardim Zoológico de São Paulo e do Centro de Treinamento Paralímpico Brasileiro.

## Histórico
Foi inaugurado em 1978 como Recinto de Exposições da Água Funda junto a sede da Secretaria de Agricultura e Abastecimento do Estado de São Paulo. Seu estacionamento era utilizado para feiras livres e casualmente recebia eventos públicos abertos.

Em 1992, foi cedido para o Consórcio Agrocentro Imigrantes através de concessão por 20 anos para a instalação de um Agrocentro, que posteriormente se tornou o Centro de Exposições Imigrantes. Em 1997, houve um projeto em parceria com a Maurício de Souza Produções para a construção de um parque temático do Chico Bento no local com inauguração prevista para o ano seguinte, porém o projeto não foi adiante.

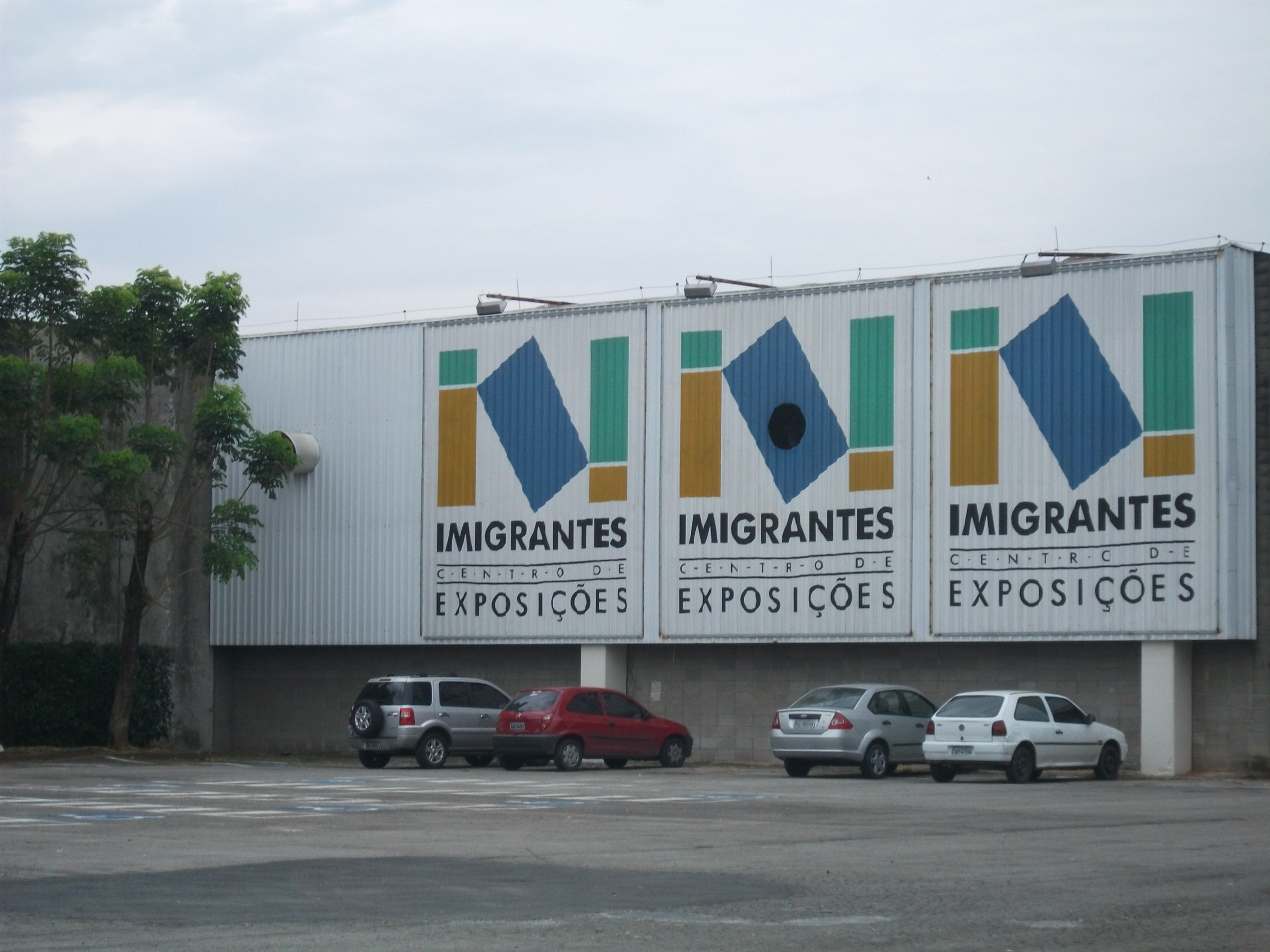
Entrada do Pavilhão de Exposições antes da reforma

Em 2013, a empresa francesa GL events, administradora de diversos centros de convenções ao redor do mundo e no Brasil, venceu a licitação e ganhou a concessão para o uso do espaço por 30 anos, anunciando uma reforma completa nas instalações que incluíria pavilhões novos, edifício de estacionamento, um hotel e obras no entorno para facilitar o acesso ao local. Nesta reforma foram investidos cerca de 400 milhões de reais.
Em 2016, o centro de exposições foi reinaugurado com o nome de São Paulo Expo.

## Eventos
O São Paulo Expo recebe diversos eventos anualmente. Sua localização próxima à Estação Jabaquara era estratégica, pois facilitava o deslocamento, principalmente em relação a eventos maiores, quando a Prefeitura de São Paulo disponibilizava o sistema PAESE para transporte gratuito da estação até o centro de exposições. Atualmente, o transporte gratuito é disponibilizado partindo da Estação Santos-Imigrantes, da Linha 2-Verde.
Alguns dos eventos que o São Paulo Expo sedia:
- Festival do Japão
- Salão do Automóvel
- FEIMEC
- EXPOSEC
- CCXP - Comic Con Experience
- Mega Artesanal
- Adventure Sports Fair
- FEICON Batimat